# アンドレ・ジョリヴェ
アンドレ・ジョリヴェ（André Jolivet, 1905年8月8日 - 1974年12月20日）は、フランスの作曲家、音楽教育者。様々な作曲技法を用いて、ラジカルな前衛音楽からポピュラーなCM音楽まで幅広い分野の作曲を行い、「音楽のジキルとハイド」と揶揄されるほどであった。

## 生涯
技師でアマチュア画家の父親とピアノ教師の母親との間に、パリのモンマルトルで生まれた。母親からピアノを、教区神父からは典礼音楽と和声学の基礎を学んだ。さらにはチェロを学び、音楽以外に絵も学んだ。芸術家となることを夢見るが両親の反対で、師範学校に進学する。しかし、ソルボンヌ大学でアンリ・ベルクソンの哲学に触れ、ますます芸術に対する意欲を昂め、創作意欲を募らせた。卒業後は兵役を務めた後に教師となったが、1927年に合唱隊指揮者ポール・ル・フレムに出会った。フレムから近代和声学や対位法を学び、シェーンベルク、ベルク、バルトークらの作品を研究した。

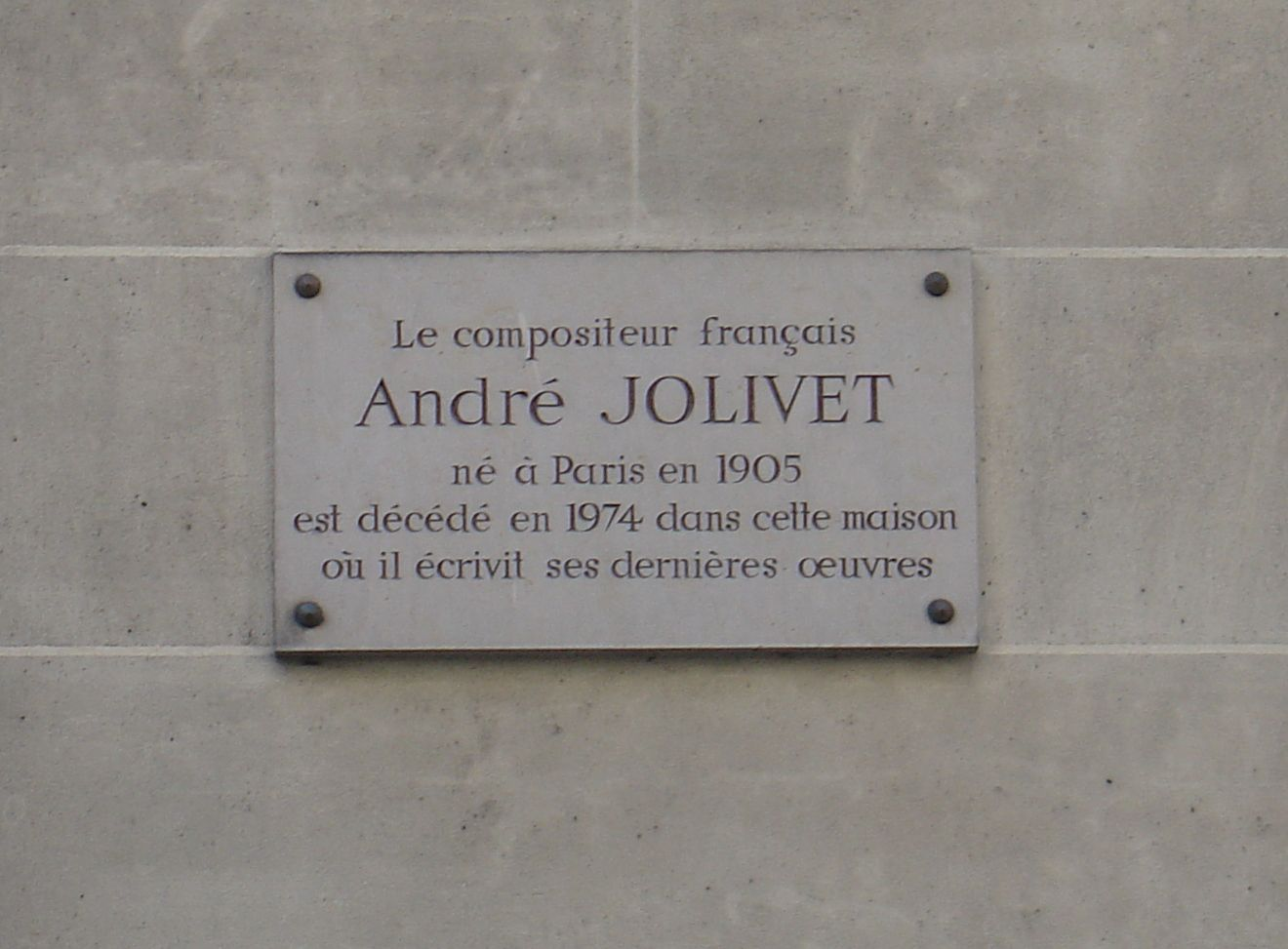
ジョリヴェの記念碑、「フランスの作曲家アンドレ・ジョリヴェ（1905年パリ生まれ）は、最後の作品群を書いたこの家で1974年に亡くなった」と書かれている。

その後、フレムの紹介でエドガー・ヴァレーズに師事することになった。ジョリヴェの音楽には、ヴァレーズ流の十二音技法、実験的音響、打楽器に対する偏愛といった、ヴァレーズの影響が色濃い。こうした直接的な影響のみならず、ヴァレーズから紹介されたシュールレアリズムの画家や詩人を介しての芸術的刺激も大きな影響となった。これに加え、1931年の国際植民地博覧会、1933年の北アフリカへの旅行を通してジョリヴェは、異国的・異教的音楽を体得していった。1934年、オリヴィエ・メシアンから手紙を受け取り、当時支配的だった新古典主義音楽に対抗し人間性の回復・ベルリオーズへの回帰を目指す芸術サークル「若きフランス（ジュヌ・フランス La Jeune France）」を立ち上げることになる。この頃、彼は「調性から自らを解放すること」を目指しており、異教の呪術性を強調した『呪術的舞踏』、『5つの儀礼的舞踏』といった作品を相次いで発表している。
第二次世界大戦中に着想した『兵士の3つの嘆き』以降は調性旋律に基づく抒情的な作風で人気を博した。さらに終戦後には、戦前の呪術的な音楽と戦中の抒情性とを古典的な形式に統合した協奏曲や交響曲を作曲している。
この時期には、国立音楽協会の設立者に名を連ね、文化大臣アンドレ・マルローの顧問やパリ音楽院教授を務めた。日本人では平義久と宍戸睦郎が彼の弟子であり、松平頼則は彼の称賛を得て世に出た。こうしたことから公的な活動や教育のための講演会などがスケジュールの多くを占めるようになったが、それ以後も創作意欲は已むことなく作曲を続けた。
1974年にインフルエンザをこじらせて、69歳で逝去した。日本の朝日新聞ではトップ記事の扱いであった。最後の住居であったパリ7区59 Rue de Varenneに記念碑がある。

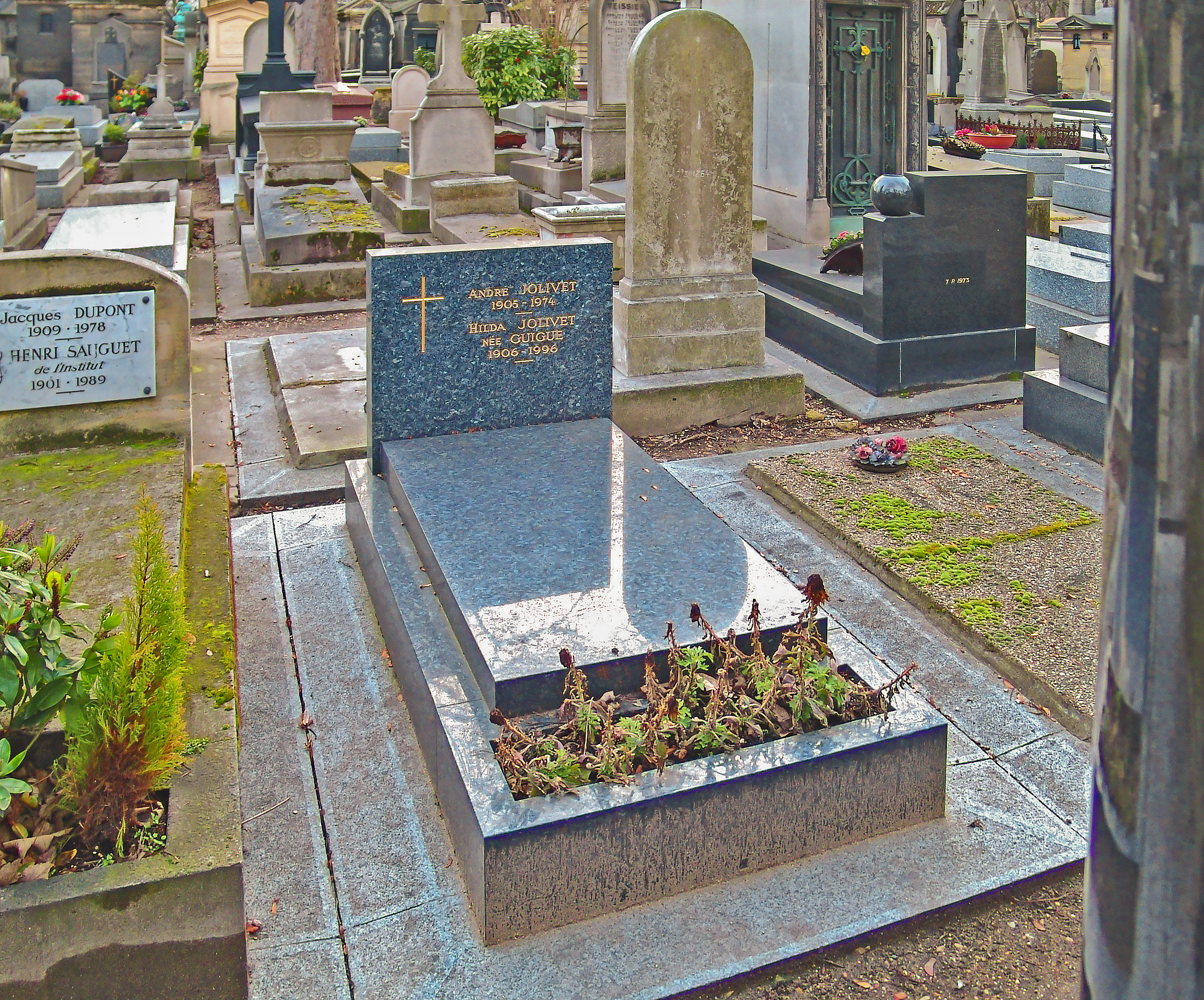
墓

## 主な作品

### 歌劇
- ドロレス、または醜い女の奇蹟 (1942年)

### 交響曲
- 交響曲第1番 (1953年)
- 交響曲第2番 (1959年)
- 交響曲第3番 (1964年)

### 管弦楽曲
- 弦楽のためのアンダンテ (1935年)
- 前奏曲「天地創造」 (1938年)
- 5つの儀礼的舞踏 (1939年)
- バレエ音楽「ギニョールとパンドラ」 (1943年)
- 劇音楽「ブリタニキュス」 (1946年)
- 交響的断章「プシュケ」 (1946年）
- 組曲「大洋横断」 (1955年)

### 協奏曲
- ピアノ協奏曲 (1950年)
- ハープと室内オーケストラのための協奏曲 (1952年)
- ファゴット協奏曲(1954年)
- チェロ協奏曲第1番 (1962年)
- チェロ協奏曲第2番 (1966年)
- フルートと弦楽合奏のための協奏曲（フルート協奏曲第1番） (1949年)
- フルートと打楽器のための協奏的組曲（フルート協奏曲第2番） (1965年）
- オンド・マルトノ協奏曲 (1947年)
- 打楽器とオーケストラのための協奏曲(1958年)
- トランペットと弦楽、ピアノのための小協奏曲（トランペット協奏曲第1番） (1948年)
- トランペット協奏曲第2番 (1954年)
- ヴァイオリン協奏曲（1972年）

### 室内楽曲
- 弦楽四重奏曲 (1934年)
- 小組曲 (フルート、ヴィオラ、ハープ、1942年)
- デルフィ組曲 (1943年)
- クリスマスのためのパストラール (フルート、ファゴット、ハープ、1943年)
- リノスの歌 (フルート1944年)
- 7つの楽器のためのラプソディ (1957年)
- 6人の打楽器奏者の為のセレモニアル(打楽器、1968年)
- トランペットと打楽器の為のエプタード（トランペット、打楽器、1970年）

### ピアノ曲
- 6つの小品「マナー」 (1935年)
- 古い旋法による練習曲 (1944年)
- ピアノ・ソナタ第1番 (1945年)
- ピアノ・ソナタ第2番 (1957年)
- 2台ピアノのための「パチンコ」 (1970年)

### その他の器楽曲
- 五つの呪文 (フルート、1936年)
- マンダラ (オルガン、1969年)

### 声楽曲
- 兵士の三つの嘆き (1940年)
- 平和の日のためのミサ (1940年)
- カンタータ「ジャンヌ・ダルクの最後の誘惑」 (1941年)
- 祝婚歌（1953年）
- オラトリオ「ジャンヌの真実」 (1956年)
- ミサ曲 (1962年)

## 著書
- ベートーヴェン（池内友次郎訳／音楽之友社／1960年　原著は1955年出版）

## エピソード
過激な実験的な前衛音楽からCM音楽まで手がけ、作風を何度も変えていることから、彼を転向者あるいは「音楽のジキル&ハイド」と非難する音楽家も多い。ピエール・ブーレーズとは不仲である。日本人の作曲家では、矢代秋雄がジョリヴェを激しく非難しているが、これにはパリ音楽院時代の個人的な確執が背景にあると考えられている。
また、来日した際、日本のパチンコにどっぷりとはまってしまい、国内で過ごす時間の殆どをパチンコに費やしてしまった。以降、彼のパチンコ・パチスロへの興味が尽きることは無く、数年後には『二台ピアノのためのパチンコ』を作曲するまでに至った。